# Approssimante palatale
L'approssimante palatale sonora, detta anche jod (o iod) o yod, è una consonante rappresentata con il simbolo [j] nell'alfabeto fonetico internazionale (IPA).
Nella lingua italiana tale fono si riscontra nei dittonghi che iniziano per la lettera I. È presente per esempio nella parola ieri [ˈjɛːri]. Anticamente veniva reso con la grafia ⟨j⟩, ma questa lettera è caduta in disuso nell'italiano moderno (si usa ancora più che altro nelle parole di origine straniera, come Jugoslavia).
Compare in gran parte dei dialetti italiani meridionali, ad esempio juorno per "giorno", fatejà per "faticare".

## Caratteristiche
La consonante approssimante palatale sonora presenta le seguenti caratteristiche:
- il suo modo di articolazione è approssimante, perché questo fono si trova al confine tra un'articolazione consonantica e una vocalica;
- il suo luogo di articolazione è palatale, perché nel pronunciare tale suono il dorso della lingua si porta a contatto con il palato;
- è una consonante sonora, in quanto questo suono è prodotto con la vibrazione delle corde vocali.

## Altre lingue

### Esperanto
In esperanto il fono è reso con il grafiema J come nella parola "juna" (giovane).

### Francese
In lingua francese tale fono è presente per esempio nella parola yeux ('occhi') [jø] .

### Friulano
In lingua friulana tale fono, reso con la grafia ⟨j⟩, è presente in parole come jarbe ('erba') [jarˈbe] oppure just ('appena', 'giusto') [ˈjʊst].

### Inglese
In lingua inglese tale fono è reso con la grafia ⟨y⟩, ed è presente per esempio nella parola yet ('ancora') [jɛt] .

### Napoletano
In lingua napoletana tale fono è reso con la grafia J ed è presente in moltissime parole: juorno (giorno), juoco (gioco), janco (bianco), jaccio (ghiaccio).

### Olandese
In lingua olandese tale fono è reso con la grafia ⟨j⟩, ed è presente per esempio nella parola jaar ('anno') [jaːr].

### Piemontese
In lingua piemontese tale fono è reso con la grafia ⟨j⟩, ed è presente per esempio nella parola Savej ('sapere') [saˈvɛj].

### Svedese
In lingua svedese tale fono è reso con la grafia ⟨j⟩, ed è presente per esempio nella parola jag ('io') [jɑː(ɡ)] .

### Tedesco
In lingua tedesca tale fono è reso con la grafia ⟨j⟩, ed è presente per esempio nella parola Joch ('giogo') [jɔx].